# Kruki (Ostrołęka)
Pour les articles homonymes, voir Kruki.
Kruki (prononciation : [ˈkruki]) est un village polonais de la gmina d'Olszewo-Borki dans le powiat d'Ostrołęka de la voïvodie de Mazovie dans le centre-est de la Pologne.
Il se situe à environ 5 kilomètres au nord-ouest d'Ostrołęka (siège du powiat) et à 104 kilomètres au nord de Varsovie (capitale de la Pologne).
Le village compte approximativement une population de 190 habitants.

## Histoire
De 1975 à 1998, le village appartenait administrativement à la voïvodie d'Ostrołęka.